# Alison Redford
Pour les articles homonymes, voir Redford.
 (mars 2025).
Si vous disposez d'ouvrages ou d'articles de référence ou si vous connaissez des sites web de qualité traitant du thème abordé ici, merci de compléter l'article en donnant les références utiles à sa vérifiabilité et en les liant à la section « Notes et références ».
Alison Merrilla Redford, née le 7 mars 1965 à Kitimat (Colombie-Britannique), est une femme politique canadienne, 14e première ministre de l'Alberta de 2011 à 2014.

## Biographie

### Enfance et études
Née en Colombie-Britannique, elle est la fille de Merrill Redford et Helen Anderson. Sa famille déménage en Nouvelle-Écosse, puis s'expatrie en Indonésie, avant de revenir au Canada à Calgary lorsqu'elle a 12 ans. Diplômée de la faculté de droit de l'université de la Saskatchewan, elle devient avocate.

### Carrière professionnelle
Durant les années 1990, elle travaille comme conseillère technique sur les questions de réformes constitutionnelles et juridiques, dans divers pays d'Afrique, de l'Union européenne, au secrétariat du Commonwealth et aux gouvernements fédéraux du Canada et d'Australie. Son travail en Afrique est axé sur les poursuites en matière de droits humains, le développement de programmes d'éducation et les réformes politiques sur les questions de genre.
En septembre 2005, elle est également l'un des quatre commissaires internationaux des Nations unies pour la supervision des premières élections parlementaires en Afghanistan. Elle travaille également en tant que conseillère au Bureau du Conseil privé sur la future participation du Canada en Afghanistan après les élections. Son travail comporte aussi des missions en Bosnie-Herzégovine, en Serbie, en Namibie, en Ouganda, au Zimbabwe, au Mozambique et aux Philippines. Avant de devenir députée en 2008, elle gère une formation judiciaire et un projet de réforme juridique pour le ministère de la Justice et de la Cour populaire suprême au Vietnam.

### Carrière politique
Après avoir travaillé en tant que conseillère pour l'État fédéral durant les années 1980, elle est élue en 2008 députée du comté de Calgary-Elbow à l'Assemblée législative d'Alberta. En gagnant la chefferie de l'Association progressiste-conservateur de l'Alberta le 2 octobre 2011, elle devient la première femme première ministre de l'Alberta, et entre en fonction le 7 octobre. Pour la première fois dans l'histoire canadienne, quatre provinces ou territoires ont alors des femmes chefs de gouvernements provinciaux simultanément et elles sont rejointes par une cinquième, Pauline Marois, au Québec en 2012, puis une sixième, Kathleen Wynne, en Ontario l'année suivante. Le 23 avril 2012, Redford mène son camp à la victoire, battant le Parti Wildrose, dirigé par Danielle Smith, pourtant favori dans les sondages. Le 19 mars 2014, elle annonce sa démission qui prend effet le 23 mars.

## Vie privée
Elle a été mariée à Robert Hawkes, fils de l'ancien député de Calgary-Ouest Jim Hawkes, de 1986 à 1991. Elle vit désormais à Calgary avec son mari Glen Jermyn, avocat au ministère fédéral de la Justice, et sa fille Sarah.